# ポニーキャニオンエンタープライズ
株式会社ポニーキャニオンエンタープライズ（英: PONY CANYON ENTERPRISE INC.）は、かつて存在した映像パッケージのプレス・オーサリング、ポストプロダクション、字幕・吹替制作などを行っていた日本の企業。メモリーテック・ホールディングス株式会社の完全子会社であった。
2022年10月1日に同じくメモリーテック・ホールディングス傘下であったキュー・テックと合併し、新たに株式会社クープを設立した。以降は、主要事業所の1つ「PCEクリエイティブ/ピーズスタジオ」という扱いとなった。

## 沿革
1989年、ポニーキャニオンの子会社として「株式会社ピーシープロジェクト」を設立。1992年にポニーキャニオンの製造部門を併合し、現社名に改名する。
2018年3月20日、メモリーテック・ホールディングスが全株式を取得し、同社の子会社となる。
2022年10月1日、 同じくメモリーテック・ホールディングスの100%子会社であるキュー・テックと合併し、新たに株式会社クープを設立。

## 音響制作事業
録音スタジオ「P's STUDIO」（ピーズスタジオ）を持ち、音響制作事業を行っている。ポニーキャニオン子会社時代よりダックスプロダクションなど他社が音響制作を行う作品の録音も行っている。
現行スタジオ
- P's STUDIO azabudai A/R ONE
- P's STUDIO azabudai A/R TWO
- P's STUDIO azabudai A/R THREE

過去に存在したスタジオ
- P's STUDIO Shinjuku Satelite